# 谢琳卡
谢琳卡（1981年—），女性，武汉人，中國醫師，武漢“疫情吹哨人”之一，华中科技大学同济医学院博士，华中科技大学同济医学院附属协和医院肿瘤中心主治医师。

## 生平
- 各位老师好，我传染病院的师妹发在我们同门群裡的消息：

近期不要到华南海鲜市场去，那裡现在发生了多人患不明原因肺炎（类似），今天我们医院已收治了多例华南海鲜市场的肺炎病人。（抱拳）（抱拳）
- 大家注意戴口罩和通风

2019新型冠狀病毒疫情暴发，2019年12月30日晚间，谢琳卡在其工作的武汉协和医院肿瘤中心微信群发布消息称，“近期不要到华南海鲜市场去，那裡现在发生了多人患不明原因肺炎（类似），今天我们医院已收治了多例华南海鲜市场的肺炎病人，大家注意戴口罩和通风。”并称消息来源是“我传染病院的师妹发在我们同门群裡的消息”。大约1月3日，谢琳卡接到武汉警方电话，被口头教育，告知不要传播“不实信息”，但是态度很客气。谢琳卡接受采访时称：“预警”乃医者本分。